# Circondario di Bernburg
Il circondario di Bernburg (in tedesco Landkreis Bernburg) era un circondario della Sassonia-Anhalt di 64.372 abitanti, che aveva come capoluogo Bernburg.
Già circondario durante la DDR, venne mantenuto tale (sebbene con un ritocco dei confini) anche dopo l'unificazione. Il 1º luglio 1994 ha subito un ampliamento territoriale, accorpando la città di Güsten dal circondario di Staßfurt. Il 1º luglio 2007 è stato poi unito con i circondari di Aschersleben-Staßfurt e Schönebeck, a formare il nuovo circondario del Salzland.

## Città e comuni
(Abitanti al 31 dicembre 2006)
| Città 1. Alsleben (Saale) (2.722) 2. Bernburg (31.329) 3. Güsten (4.037) 4. Könnern (8.101) 5. Nienburg (Saale) (4.332) | Comuni 1. Baalberge (1.405) 2. Biendorf (820) 3. Cörmigk (545) 4. Edlau (497) 5. Gerbitz (652) 6. Gerlebogk (339) 7. Gröna (588) 8. Ilberstedt (1.191) 9. Latdorf (760) 10. Neugattersleben (909) 11. Peißen (1.244) 12. Plötzkau (1.377) 13. Pobzig (401) 14. Poley (656) 15. Preußlitz (756) 16. Schackstedt (437) 17. Wedlitz (425) 18. Wiendorf (330) 19. Wohlsdorf (519) |